# 出公 (晋)
出公（しゅっこう、生年不詳 - 紀元前452年頃）は、中国の春秋時代の晋の君主。姓は姫、名は鑿。

## 生涯
晋の定公の子として生まれた。紀元前475年、定公が死去すると、後を嗣いで出公が晋公として即位した。紀元前471年、晋は魯と共同で斉に出兵し、廩丘を占領して撤退した。紀元前468年、智瑶率いる晋軍が鄭を攻撃した。紀元前454年、智瑶と趙・韓・魏が范氏と中行氏の領地を分割して自分たちの領地にした。紀元前453年、趙・魏・韓が智瑶を滅ぼした。紀元前452年、趙・魏・韓が智氏の領地を分割して自分たちのものとしたため、出公は激怒して斉や魯に三卿を討つよう求めた。三卿は恐れて出公を討ち、出公は楚に逃れた。昭公の曾孫の哀公が晋公として擁立された。